# 고토히라정
고토히라정(일본어: 琴平町)은 일본 가가와현 나카타도군의 정이다.
일본에서 전국적으로 유명한 고토히라궁이 있는 곳으로 많은 관광객이 방문한다. 그 참배길 근처에 있는 구 곤피라 대극장에서는 매년 봄에 "시코쿠 곤피라 가부키 대극"이 개최되어 가부키가 상연되고 있다.

## 지리
가가와현 남서부에 위치한다. 서부는 세토나이카이 국립공원·명승지·천연기념물로 지정되어 있는 해발 524m의 조즈산 기슭을 따라 형성되어 있다.

## 역사

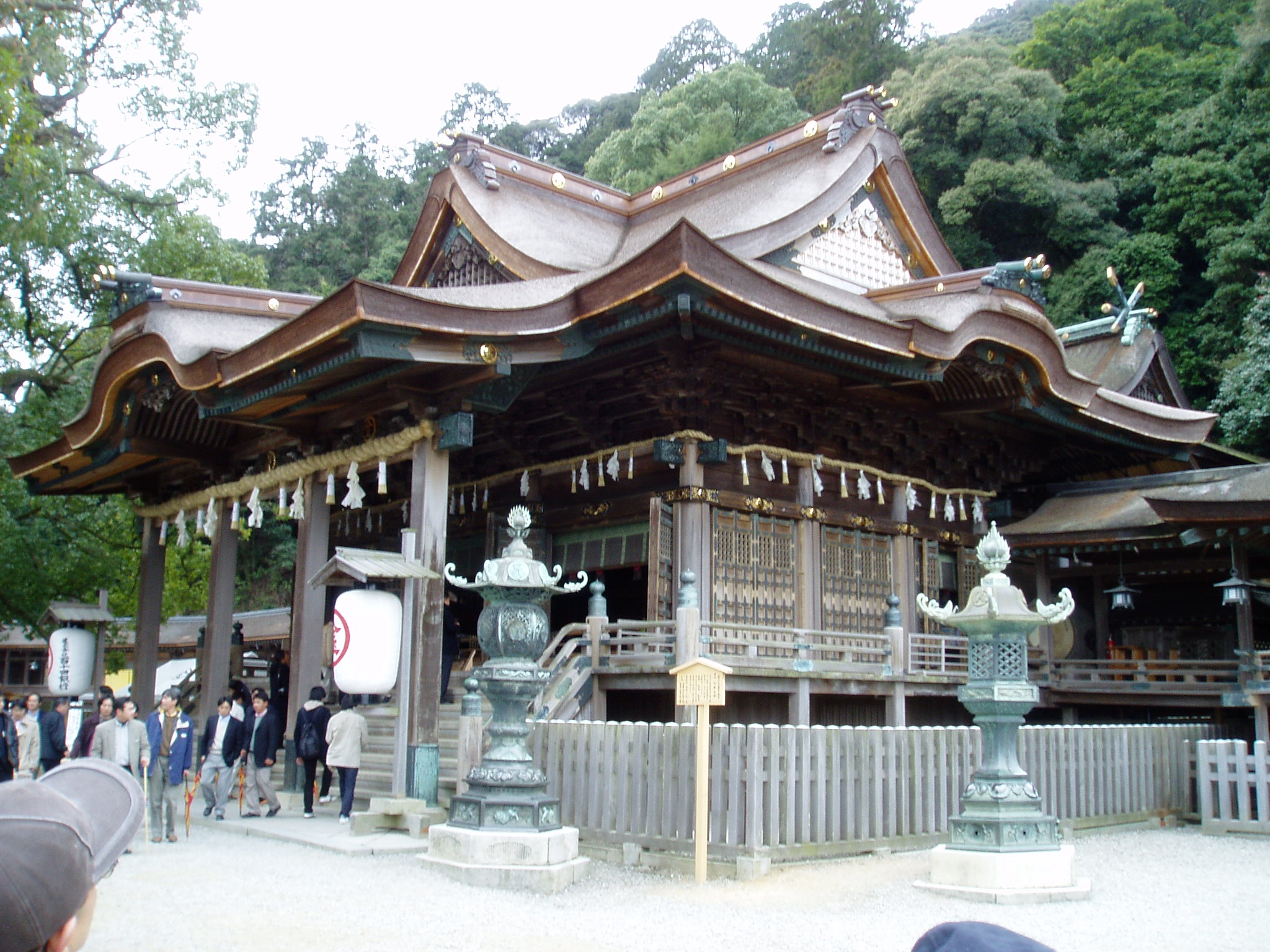
고토히라궁

예로부터 곤피라산·고토히라궁의 몬젠마치로 번창해 왔다.
- 1873년 11월 27일 - 나카군 곤피라촌을 고토히라촌으로 개칭하였다.
- 1890년 2월 15일 - 정촌제 시행으로 고토히라촌이 고토히라정이 되었다.
- 1955년 4월 1일 - 고토히라정, 에나이촌이 합병해 고토히라정이 되었다.
- 1958년 4월 1일 - 조고촌을 편입해 현재에 이른다.

## 교통

### 철도
- 시코쿠 여객철도 도산선
- 다카마쓰코토히라 전기 철도 고토히라선

### 도로
- 국도 제319호선 (일본)(일본어판)
- 국도 제377호선 (일본)(일본어판)